# ملاغلامرضا آرانی
ملاغلامرضا آرانی (۱۱۹۲–۱۲۶۵ ق، ۱۱۵۷–۱۲۲۸ خ) نویسنده و عالم سده ۱۳ خورشیدی است.

## زندگی
ملاغلامرضا آرانی در نیمه ذیقعده ۱۱۹۲ (۱۴ آذر ۱۱۵۷) در شهر آران و بیدگل به دنیا آمد. پدرش ملا محمدعلی آرانی فرزند ملا محمدجعفر فرزند ملا نورالوری فرزند ملا ابوالحسن فرزند ملا محمدتقی آرانی و وی از نوادگان ملا ابوالحسن خطیب بحرینی است. وی در زادگاهش درگذشت ولی پیکرش به نجف اشرف منتقل و در قبرستان وادی‌السلام به خاک سپرده شد.
ملا ابوالحسن آرانی از این سلسله، نخستین عالمی بود که در دوره صفویان و پس از استقرار شیخ علی کرکی معروف به محقق کرکی به دعوت شاه طهماسب از جبل عامل لبنان به اصفهان پایتخت ایران آمد. این خانواده با فضیلت و دانش، در مناطق مرکزی ایران به ویژه منطقه کاشان به ارشاد و تبلیغ پرداختند.
وی در زادگاهش نزد ملاعلی آرانی شاگردی کرد و سپس به نجف عزیمت کرد و نزد سید علی طباطبایی (صاحب ریاض) و پسرش سید محمد مجاهد بر دانش خود افزود. در بازگشت به ایران از محضر ملا احمد نراقی و میرزای قمی بهره برد.
وی پس از بازگشت به‌طور ثابت در خانه خود در آران و بیدگل بود. ملاغلامرضا آرانی از بدو تولد تا وفات را در منزل ساده پدرش گذراند و در پوشاک نهایت سادگی را رعایت می‌نمود و نسبت به اهل بیت مهربانی و علاقه خاصی داشت.
ملا محمدحسن داعی آرانی تاریخ درگذشت وی را سال ۱۲۶۴ قمری می‌داند و در ماده تاریخ زیر که در پایان قصیده ای که در وصف ملاغلامرضا سروده، آورده‌است:
| گفت داعی بهر تاریخ این کلام |  | «آفتابی شد بر انوارها» |

 که آفتابی شد بر انوارها به حساب ابجد عدد ۱۲۶۴ می‌شود.

## استادان
برخی از استادان و فقیهانی که به وی اجازه اجتهاد و نقل روایت داده‌اند، عبارتند از:
- ملا علی آرانی (۱۱۷۷ – ۱۲۴۴ ق)[۵]
- ملا محمدعلی آرانی (قرن ۱۱–۱۲ ق)[۶]
- میرزا ابوالحسن کاشانی (قرن ۱۳)[۷]
- ملا احمد نراقی (۱۱۸۵–۱۲۴۵ ق)[۸]
- سید علی طباطبایی (صاحب ریاض) (۱۱۶۱–۱۲۳۱ ق)[۹]
- سید محمد طباطبایی (۱۱۸۰–۱۲۴۲ ق)[۱۰]
- ملا علی نوری مازندرانی (۱۲۴۶ ق)[۱۱]
- سید محمدباقر شفتی (رشتی) (۱۱۷۵–۱۲۶۰ ق)[۱۲]
- میرزای قمی (۱۱۵۱–۱۲۳۱ ق)[۱۳]
- ملا محمدجعفر شریعتمداری استرآبادی (۱۱۹۶–۱۲۶۳ ق)[۱۴]

## آثار
از او بیش از ۶۰ اثر خطی به صورت کتاب، رساله به زبان فارسی و عربی بجا مانده‌است که مهمترین آنها عبارتند از:
- جامع الشتات و قالع الشبهات
- عواید الایام و قوائد الانام
- کنوز الجواهر و معادن الزواهر
- حجه البالغه (۵ جلد)
- الجامع النافع
- اجوبه المسایل
- جوامع الکلم و منابع الحکم
- شرح روضه البهیه (حاشیه بر کتاب حدود و دیات)
- الطرائف الظرایف و الغوالی العوالی
- قلائد اللآلی
- الدررالمنثورة و الجواهرالمبروره
- مجموعه سؤال و جواب
- تنبیه الطالبین
- شرح شافیه
- بدایع الذرایع و ذرایع البدایع
- کلمات تامات
- رساله‌های نباتیه، نقلیه، چلبانیه، حلیسبانیه، سبحله
- تذکره قری الثلاث
- حاوی الشوارد و منهل الوارد
- اشعار عربی
- نکت البالغه
- ترجمه مصباح الشریعه
- فلک الجاریه
- رساله العنوانات و مجمل التفصیلات
- ملتقطات
- شرح بر زیارت جامعه
- رساله هلالیه، در شرح حال امامزاده محمد هلال بن علی